# Shahobiddin Zoirov
Shahobiddin Zoirov, född den 3 mars 1993 i Kogon, är en uzbekisk boxare som vann guld i flugvikt vid Olympiska sommarspelen 2016.